# Tonnerre (Yonne)
 Tonnerre  es una comuna y población de Francia, en la región de Borgoña, departamento de Yonne, en el distrito de Avallon. Es el chef-lieu y mayor población del cantón de su nombre.
Está integrada en la Communauté de communes du Tonnerrois, de la que es la mayor población.
Tonnerre fue subprefectura hasta el 10 de septiembre de 1926, cuando su distrito fue suprimido e incorporado al de Avallon.

## Demografía
| 5595 | 5834 | 6336 | 6007 | 6008 | 5979 |
| Para los censos de 1962 a 1999 la población legal corresponde a la población sin duplicidades (Fuente: INSEE [Consultar]) |      |      |      |      |      |

La aglomeración urbana, que también incluye Épineuil, tenía 6.583 habitantes.